# Besshiyama (Ehime)
La villa de Besshiyama (別子山村 Besshiyama-mura?) fue una villa del extinto distrito de Uma en la prefectura de Ehime. El 1° de abril de 2003 pasó a formar parte de la lindante ciudad de Niihama. Tuvo su período de prosperidad gracias a la mina de bronce de Besshi, llegando a tener 10,000 habitantes (segunda en la prefectura, por detrás de la ciudad de Matsuyama), pero a medida que el centro de extracción se fue trasladando hacia el lado de la ciudad de Niihama la población disminuyó rápidamente, volviendo a ser una tranquila villa de menos de 300 habitantes.

## Características
Tenía una superficie de 73 km² y una población de 277 habitantes en el momento de ser absorbida por la ciudad de Niihama. Limitaba con la ciudad de Niihama; la ciudad de Iyomishima y el pueblo de Doi (en el extinto Distrito de Uma), ambos forman parte de la actual ciudad de Shikokuchuo. Además limitaba con las siguientes localidades de la prefectura de Kochi: la villa de Ookawa (大川村 Ookawa-mura?) del distrito de Tosa (土佐郡 Tosa-gun?) y la Villa de Honkawa (本川村 Honkawa-mura?) del distrito Tosa, actualmente parte del pueblo de Ino (いの町 Ino-chō?) del distrito de Agawa (吾川郡 Agawa-gun?).
Fue una villa rodeada de montañas de más de 1,000 m de altura, pertenecientes a la cadena montañosa de Shikoku. Era la segunda localidad menos poblada del país (si no se tenían en cuenta el grupo de islas conocidas como Rito (離島 Ritō?). Dentro de sus límites nace el río Dozan, uno de los afluentes del río Yoshino. Se podía acceder desde las ciudades de Niihama e Iyomishima (en la actualidad parte de la ciudad de Shikokuchuo), pero solo hay una ruta principal. La población se concentra a la vera de la ruta y casi no se presentan zonas llanas.
Debido a la importancia de las minas de cobre para la ciudad de Niihama, siempre hubo opiniones a favor de la integración de ambas localidades. Pero dado al fuerte sentimiento de independencia dentro de la villa y a la relación con la ciudad de Iyomishima (en la actualidad parte de la ciudad de Shikokuchuo) con la que formaban parte del ya extinto distrito de Uma, la fusión nunca se concretó.
Cuando comenzaron las conversaciones para transformar el distrito de Uma en una única ciudad, los habitantes se preguntaron si era conveniente seguir siendo parte del distrito. Dado que la mayoría de los familiares de los habitantes vivían en la ciudad de Niihama y que temían correr la misma suerte de la villa vecina de Tomisato (富郷村 Tomisato-mura?) que fue absorbida por la ciudad de Iyomishima y quedó muy relegada, consideraron la posibilidad de integrarse a Niihama. Finalmente se concretó la fusión, en lo que fue la primera de las fusiones de la Era Heisei dentro de la prefectura.
Actualmente cuenta con un centro médico, construido por la Asociación Médica de la Ciudad de Niihama (新居浜市医師会 Niihama-shi Ishikai?), y del que careció por mucho tiempo. Se habilitó un servicio regular de autobús que la comunica con Niihama y se está mejorando la ruta de acceso.